# Plany mobilizacyjne „PM-72” i „PM-83”
Plany mobilizacyjne „PM-72” i „PM-83” – plany mobilizacyjne ludowego Wojska Polskiego.

## Charakterystyka
W latach 1949–1951 w Sztabie Generalnym Wojska Polskiego opracowany został plan mobilizacyjny „PM-1”. Braki w środkach materiałowych i sprzęcie wojskowym przesądziły o  rezygnacji z „PM-1”, a  1953 zdecydowano się na opracowanie nowego dokumentu pod nazwą plan mobilizacyjny „PM-53”. Oba te plany nie uwzględniały w dostatecznym zakresie potrzeb operacyjnego rozwinięcia i użycia SZ oraz nie były dostosowane do warunków funkcjonowania i możliwości państwa. W 1956 zaczęto prowadzić prace nad kolejnym planem mobilizacyjnym. Zwrócono uwagę na dokładne jego zsynchronizowanie z planem operacyjnym. Rozwój Sił Zbrojnych wymuszał dalsze prace nad unowocześnianiem systemu mobilizacyjnego wojsk. Opracowany nowy plan mobilizacyjny „PM-63” zakładał skorygowanie zamierzeń mobilizacyjnych odpowiednio do już dokonanych i planowanych zmian w strukturze wojska i z potencjałem ekonomicznym państwa.
Zarządzeniem szefa Sztabu Generalnego WP nr 0087/mob. z 27 marca 1972, a 10 lat później zarządzeniem szefa Sztabu Generalnego WP nr 0159/mob. z 9 maja 1983 wprowadzono nowe plany mobilizacyjne: odpowiednio „PM-72” i „PM-83”. Plany te uwzględniały generalne rozwiązania przyjęte w „PM-63”, a przyczyną ich opracowania była przede wszystkim zmieniająca się struktura SZ oraz ich zadania operacyjne.
Do zasadniczych zmian dokonanych w okresie obowiązywania „PM-72” i „PM-83” należy zaliczyć:
- wprowadzenie podziału jednostek wojskowych na odpowiednie grupy (zestawy) w tym pod względem ich ukompletowania w czasie pokoju oraz stosowne do tego zróżnicowanie zakresu, sposobów i czasu realizacji przedsięwzięć w procesie osiągania wyższych stanów gotowości bojowej,
- określenie terminów i miejsc mobilizacji jednostek wojskowych dostosowanych do treści planów operacyjnych,
- wprowadzenie zasady wydzielania ze stanów pokojowych jednostek mobilizujących sił i środków przeznaczonych do realizacji przedsięwzięć mobilizacyjnych(np. nieetatowe grupy mobilizacyjne, tzw. zalążki, obsada elementów bazy mobilizacyjnej, grupy ewakuacyjne itd),
- obciążenie jednostek organizacyjnych administracji państwowej i gospodarki narodowej zadaniami mobilizacyjnymi (np. formowanie od nowa wojskowych jednostek logistycznych lub usługowych)[a],
- wykorzystywanie świadczeń organów administracji, podmiotów gospodarczych i obywateli na rzecz mobilizacyjnego rozwinięcia jednostek wojskowych[b],
- wprowadzenie zasady wcześniejszego powoływania części rezerw w ramach tzw. mobilizacyjnych rzutów alarmowych,
- zapewnienie pełnego ukompletowania jednostek wojskowych po zakończeniu mobilizacji poprzez powoływania ponadetatowych potrzeb mobilizacyjnych w ramach tzw. procentu zabezpieczenia stawiennictwa,
- wprowadzenie w mobilizacyjnie rozwijanych jednostkach wojskowych zasady zastępowania żołnierzy jeszcze niewyszkolonych, żołnierzami  w ramach tzw. nakładki.

Plany te przewidywały one prowadzenie mobilizacji w drodze jednoczesnego uruchomienia procesu mobilizacyjnego rozwijania całości lub części SZ oraz poprzez stopniowe uruchamianie procesu mobilizacyjnego w poszczególnych grupach jednostek wojskowych(zestawy jednostek).

 Mobilizację powszechną zamierzano ogłaszać w wypadku nagłego wybuchu wojny lub powstania sytuacji wskazującej na nieuchronność takiego wybuchu. Przewidywano dokonywać tego za pomocą obwieszczeń oraz w formie komunikatów radiowych, telewizyjnych i prasowych. 
Mobilizację poprzez stopniowe uruchamianie tego procesu planowano prowadzić poprzez wprowadzanie wyższych stanów gotowości bojowej. W ramach stopniowego uruchamiania planowano także poprzez rozkazy szefa Sztabu Generalnego WP doraźne rozwijanie określonych jednostek wojskowych lub ich grup stosownie do narastającego zagrożenia.Przyjęto zasadę, że zadania mobilizacyjne wykonywane będą przez jednostki wojskowe istniejące w czasie pokoju (jednostki mobilizujące) oraz niektóre zakłady gospodarki narodowej (głównie transportowe i transportu sanitarnego).